# Saran (Division)
Saran ist eine Division im indischen Bundesstaat Bihar. Sie hat ihren Verwaltungssitz in Chhapra. Im Jahre 2011 lebten in der Division über 9,8 Millionen Einwohner.

## Distrikte
Die Division Saran besteht aus drei Distrikten:
| Distrikt (weiterer Name) | Hauptstadt | Fläche in km² | Einwohner (Stand: 2001) | Bev.-Dichte in E/km² |
| ------------------------ | ---------- | ------------- | ----------------------- | -------------------- |
| Gopalganj                | Gopalganj  | 2.033         | 2.149.343               | 1.057                |
| Saran (Chhapra)          | Chhapra    | 2.641         | 3.248.701               | 1.230                |
| Siwan                    | Siwan      | 2.219         | 2.714.349               | 1.223                |
| gesamt                   | gesamt     | 6.893         | 8.112.393               | 1.177                |